# Олівер Сайкс
Олівер Сайкс (* 20 листопада 1986 у Шеффілді, Велика Британія) — музикант, вокаліст британського рок-гурту Bring Me the Horizon та засновник лінії одягу Drop Dead.

## Дитинство, юність
Олівер Сайкс народився 20 листопада 1986 року. Ще дитиною він переїхав до Австралії разом з батьками, Йеном та Керол Сайкс, подорожуючи між Аделаїдою та Пертом впродовж більш як шести років. Згодом, у віці восьми років, переїхав назад до Великої Британії у Стокбридж в Шеффілді, Південний Йоркшир. Підлітком навчався у Стокбриджській старшій школі, яку свого часу відвідували музиканти колективу Arctic Monkeys: Алекс Тернер, Енді Ніколсон, Мет Гелдерс та Нік О'Меллі. Олівер був молодшим на клас за Тернера та Гелдерса.
Сайкс каже, що у старшій школі йому подобалися англійська та малювання, в той час як до математики та точних наук він ставився байдуже. У 2003 році, під час навчання у школі, починає укладання й програмування CD-дисків та коротких треків під іменем Quakebeat. Також Сайкс грав у інших гуртах, зокрема у пародійній хіп-хоп групі Womb 2 Da Tomb разом з майбутнім колегою по Bring Me the Horizon, Меттом Ніколсом, та братом Томом Сайксом і у метал-гурті Purple Curto як барабанщик/вокаліст разом зі своїм шкільним другом, Нілом Уайтлі, під псевдонімом «Olisaurus», який він згодом волів би використовувати для випуску сольних релізів.
Олівер в Bring Me The Horizon documentary від BBC Radio 1 згадує, що його першим сценічним досвідом був виступ однієї з його улюблених груп, Funeral for a Friend, у Лідсі, під час якого йому пощастило виконати на сцені цілу пісню. Наприкінці розповіді на очі Сайкса навертаються сльози, і він присягається, що це був найщасливіший день у його житті. Через місяць стартує гурт Bring Me the Horizon.

## Лінія одягу
Окрім творчої діяльності у Bring Me the Horizon, Олівер Сайкс також заснував лінію альтернативного одягу Drop Dead. У листопаді 2013 року було оголошено, що Drop Dead буде співпрацювати з відомим розробником відео-ігор Sega для створення «The Drop Dead Mega Drive Collection», яка буде продаватися у Drop Dead та включатиме в себе дизайнерські речі з принтами Ecco the Dolphin, Golden Axe та Streets of Rage. Лімітована лінійка одягу надійде у продаж 10 грудня.

## Письменництво
1 лютого 2013 року Сайкс подав заявку до проекту Kickstarter, щоб отримати гроші на графічний роман, створений разом з художником Drop Dead, Беном Ештон-Беллом, під назвою Raised By Raptors. На ідею Олівера наштовхнув дизайн футболок Ештона-Белла, що зображував мезоамериканську дівчинку з черепом динозавра на голові; тож Сайкс вирішив написати про неї цілу історію. Проект рушив з місця через тиждень після подачі заявки, маючи стартових 15,000 фунтів й розширивши суму до 39,223 фунтів. 26 серпня 2013 було запущено офіційний вебсайт роману, де можна було замовити перше його видання разом з іншим промо-матеріалом.
5 листопада 2013 на офіційній фейсбук-сторінці Raised By Raptors було оголошено, що до проекту приєднався Gerardo Sandoval, за яким стало графічне вимальовування історії, коли за Ештоном-Беллом лишалось розмальовування, а за Сайксом - письменницька робота. Вслід за цими новинами з'явилась згадка про друге видання графічного роману.

## Особисте життя
Олівер до сих пір згадує, як у свої 12 він страждав від нічних кошмарів: уві сні до хлопчика приходила стара жінка й лякала його. На Bring Me The Horizon BBC Radio 1 documentary мати Олівера каже, що він почав тренувати свої оригінальні крики на хибних зв'язках прямо в себе вдома. Цей екстримальний вокал він використувує аж до альбому Sempiternal, в якому поєднує екстримальний вокал з чистим. Перед релізом Sempiternal поповзли здогадки, що нібито Сайкс брав уроки вокалу у Мелісси Кросс, відомого репетитора по вокалу, котра спеціалізується здебільшого на грубих техніках, таких як скрім.
У 2003 році, після перегляду онлайн-фільму про жорстоке ставлення до тварин, Олівер став вегетаріанцем. Після перегляду документального фільму на сайті PETA Сайкс прокоментував: "Коли я побачив, як мучать тварин на фермах, я не зміг закрити очі на те, що до сих пір беру участь у цьому вбивстві". Далі Сайкс стає одним з облич PETA та навіть запроваджує у своїй лінії одягу Drop Dead серію благодійних футболок з написом "Meat Sucks". У 2013 році стає веганом.
Під час виступу на Reading Festival у 2013 році Сайкс поділився тим, що певний час вживав наркотики та був у сильній залежності від них. Спілкуючись з натовпом, він сказав: "Ми отримуємо від вас багато листів, і кожен з них - чудовий. Багато людей кажуть, що ми врятували їм життя. Не знаю, чи справді я до цього причетний, але мушу сказати, що саме ви врятували життя мені. Ще кілька років тому я був нікчемою на голці і збирався померти. І якби не ви, я був би мертвим".
Одружився 13-го липня 2015 року з Ханою Сноуден
16 липня 2025 року з його сторіс в інстаграм стало відомо, що Олівер тепер тато. Дружина Аліса поділилася в інстаграм фото їх двох діток - підписавши пост "... grey & zélia..."

## Скандали

### Інцидент уНоттінгемі
Під час туру по Великій Британії у 2007 році на Сайкса надійшло звинувачення у тому, що він буцімто помочився на фанатку після виступу в  Nottingham Rock City. Як наслідок, був складений позов, однак Сайкса було виправдано у зв'язку з браком доказів. Музичний онлайн-журнал  Drowned in Sound заявив, що віднині концерти Bring Me the Horizon у Nottingham Rock City заборонені - й це було яскраво спростовано виступом групи у Nottingham Rock City 1 грудня 2007 року.

### Відео зArchitects
Під час туру в 2008 році Bring Me the Horizon та Architects зняли відео з бійкою Олівера Сайкса та Сема Картера, фронтмена Architects, а також відео з каретою "швидкої", в якій вочевидь знаходився Сайкс. Відео було завантажено на YouTube і спричинило шалений резонанс у прихильників Bring Me the Horizon, котрі почали надсилати Картеру на імейл листи з погрозами. Тим не менш, пізніше виявилось, що відео було сфільмовано обома гуртами як жарт й насправді Сайкс із Картером - хороші друзі. У інтерв'ю Kerrang! Олівер стверджує: "Щоденні заходи мають властивість дуже швидко набридати, тому ми вигадали річ настільки ідіотську, наскільки в принципі були спроможні - і здійснили її офігенно". 

### Індицент з персонатором
У 2011 році 20-річний чоловік створив на Facebook фальшивий аккаунт Олівера Сайкса з наміром вбити фанатку BMTH, Маріку Бенедікто. Девід Рассел запросив Бенедікто до Великої Британії від імені Сайкса, після чого привів її з пов'язкою на очах до лісу біля свого дому у Норсгемптоні, кажучи, що має для неї сюрприз. Бенедікто здійснила спробу втечі, але Рассел декілька разів штрикнув її ножем, вдарив в обличчя колодою та приклав головою. Дівчина вижила, а Рассел отримав довічне ув'язнення за свій злочин.

### Мош-інцидент
У червні 2013 року Оліверу Сайксу та Bring Me the Horizon було висунуто позов від батьків 12-ти річної дівчинки, травмованої в моші під час одного з концертів. Тож у своєму твіттері Сайкс сповістив про те, що віднині будь-які форми мош-танцю заборонені на його виступах. Пізніше він зробив заяву про те, що позов відкликано й мош на концертах більше не буде переслідуватись законом.

### Дизайн футболок з цитуванням Tyler, The Creator
Наприкінці 2013 року репер Tyler, The Creator у своєму твіттері висловив Сайксу обурення тим, що дизайн деяких футболок Drop Dead містить цитату з його пісні Radicals. Ронні Радке в свою чергу назвав Сайкса "стервом" й висловився, що красти творчість інших людей - негарно. На це Сайкс відповів у твіттері: "І що, в біса, з того? Я не є першоджерелом того, що створюю. Моя особистість - все те, що я колись бачив, і всі ті люди, з якими я коли-небудь спілкувався".

## Підтримка України
У 2022 році на тлі російського вторгнення в Україну бренд Osborn Works, який є домом для лінії альтернативного одягу Drop Dead від Олівера Сайкса, випустив мерч на підтримку України. Безпосередньо проєкт запустила матір вокаліста гурту – Керол Сайкс. Кошти від продажу мерчу будуть передані волонтерам.

## Дискографія

### Bring Me The Horizon
- Count Your Blessings (2006)
- Suicide Season (2008)
- There Is a Hell, Believe Me I've Seen It. There Is a Heaven, Let's Keep It a Secret. (2010)
- Sempiternal (2013)
- That's the Spirit (2015)
- Amo (2019)

1. ↑  Instagram. www.instagram.com. Процитовано 16 липня 2025.